# Karl Joël
Pour les articles homonymes, voir Joël.
Karl Joël (27 mars 1864 - 23 juillet 1934) est un philosophe allemand.

## Biographie
Karl Joël vient au monde le 27 mars 1864, dans une famille de rabbins à Jelenia Góra en Silésie (Hirschberg en allemand). Ses oncles, David et Manuel Joël, étaient des chercheurs bien connu en philosophie et religion juive. Karl Joël suit des études secondaires à Hirschberg, où il reçoit une éducation classique. À l'âge de 18 ans, il commence ses études de philosophie à Breslau, où Wilhelm Dilthey enseigne. Après deux semestres Joël s'installe à Leipzig. Il obtient son doctorat en 1886 après une thèse sur Platon.
Après ses études, il passe par l'Université de Strasbourg mais il obtient son habilitation à l'Université de Bâle en 1893. Karl Joël est agrégé en 1897, professeur titulaire en 1902. En 1913, il est élu recteur de l'Université de Bâle.
Il décède en 1934 d'un accident vasculaire cérébral. Il est enterré dans le cimetière juif de Bâle. Il a laissé la majeure partie de sa bibliothèque à l'Université de Jérusalem.

## Philosophie
Dans son ouvrage majeur, Seele und Welt , Karl Joël développe une approche du monde comme une structure organique. Il résume le monde comme un processus dynamique et nie le matérialisme et l'approche idéaliste.
Dans ses travaux philosophiques, il utilise fréquemment les nouvelles connaissances scientifiques comme la théorie de l'évolution, la psychologie expérimentale et électrodynamique.
Les influences de Georg Simmel et Arthur Schopenhauer sont clairement visibles. Il était étroitement lié au groupe d' Tatwelt d'Euckenbundes à Iéna et il a également écrit le texte commémorative sur Rudolf Christoph Eucken.

## Œuvre
- Zur Erkenntnis der geistigen Entwicklung und der schriftstellerischen Motive Platos, 1887.
- Der echte und der xenophontische Sokrates, 1892.
- Philosophenwege, 1901.
- Nietzsche und die Romantik, 1905.
- Ursprung der Naturphilosophie aus dem Geiste der Mystik, 1906.
- Der freie Wille. Eine Entwicklung in Gesprächen, 1908.
- Seele und Welt, Versuch einer organischen Auffassung, 1912.
- Die Vernunft in der Geschichte, 1917.
- Karl Joël, in: Schmidt, Raymond (dir.), Die Philosophie der Gegenwart in Selbstdarstellungen, 1921.
- Geschichte der antiken Philosophie, 1 vol., 1921.
- Das Ethos Rudolf Euckens, 1927.
- Wandlungen der Weltanschauung, 2 vol., 1928–34.